# سادي كاتس
سادي كاتس (بالإنجليزية: Sadie Katz)‏ هي ممثلة أمريكية، ولدت في 13 أكتوبر 1978 في لوس أنجلوس في الولايات المتحدة.

## أعمال

### أفلام
- (2014)  الملاذ الأخير

## وصلات خارجية
- سادي كاتس على موقع IMDb (الإنجليزية)
- سادي كاتس على موقع روتن توميتوز (الإنجليزية)
- سادي كاتس على موقع ألو سيني (الفرنسية)
- سادي كاتس على موقع أول موفي (الإنجليزية)
- سادي كاتس على موقع قاعدة بيانات الفيلم (الإنجليزية)
- سادي كاتس على موقع كينوبويسك (الروسية)